# Raúl Gañán
Raúl Gañán Bermúdez, más conocido como Raúl Gañán (Bilbao, Vizcaya, 20 de diciembre de 1974) fue un futbolista español. Su demarcación era la de lateral derecho.

## Trayectoria
Se formó en las categorías inferiores del Athletic Club, aunque fue cedido a la Cultural Durango en 1995. Regresó al Bilbao Athletic para la siguiente campaña. Continuó su carrera en el Barakaldo CF, dando un gran salto al fichar por el Deportivo Alavés en 1998. El equipo babazorro le cedió media temporada al CD Badajoz. Regresó al Alavés en 1999, donde permaneció dos campañas más y formó parte de la plantilla que alcanzó la final de la Copa de la UEFA en 2001. Gañán no tuvo mucha participación, pero logró un gol en la vuelta de semifinales ante el Kaiserslautern.
En 2001 fichó por la UD Salamanca, donde permaneció nueve campañas y superó ampliamente los 700 encuentros oficiales. Se retiró en 2011 tras una campaña en las filas de la SD Eibar.

## Clubes
| Club                      | País   | Temporada   |
| ------------------------- | ------ | ----------- |
| Cultural Durango (cedido) | España | 1995 - 1996 |
| Bilbao Athletic           | España | 1996 - 1997 |
| Barakaldo CF              | España | 1997 - 1998 |
| Deportivo Alavés          | España | 1998 - 2001 |
| CD Badajoz (cedido)       | España | 1999        |
| UD Salamanca              | España | 2001 - 2010 |
| SD Eibar                  | España | 2010 - 2012 |

## Palmarés

### Campeonatos nacionales
| Título               | Club         | País   | Año       |
| -------------------- | ------------ | ------ | --------- |
| Segunda B (Grupo II) | UD Salamanca | España | 2005-2006 |